# イゾラ (フランス)
イゾラ （Isola、オック語古典標準語:Lieusola、ミストラル方言:Liéusoulo）は、フランス、プロヴァンス＝アルプ＝コート・ダジュール地域圏、アルプ＝マリティーム県のコミューン。住民の自称はイゾリアン（Isoliens）であるが、ニサール語ではイスラ（Isoula）住民はlu Isoulanとなる。

## 地理
ニースの北西73kmに位置する。村は、標高870mでティネ川とゲルシュ川が合流する地点にあたる。スキー・リゾート地のイゾラ2000はイゾラの村から約17km離れたところにある。

## 歴史
イゾラへの人の定住はローマ以前からである。文献によると、イゾラの語源はリグリア語で「草で覆われた斜面」を意味するLeudolaである。しかし、当時の住民が何の言葉を話していたか不明である。
1702年、住民たちは自らの権利を買い上げ、イゾラは独立したコミューンとなりつつあった。その住民は農業やクリの栽培から生計を立てる1080人に増加した。
1860年、トリノ条約によって、イゾラを除くニース伯領の領土はサルデーニャ王国領ピエモンテから分離されフランスに併合された。翌1861年、イタリアの統一が完了し、イタリア王国が成立した。第二次世界大戦後のパリ条約において、仏伊間の国境改正が必要とされ、イゾラはフランスに併合された。

## 人口統計
| 1982年 | 1990年 | 1999年 | 2006年 |
| ------ | ------ | ------ | ------ |
| 539    | 576    | 526    | 571    |

参照元:INSEE

## 姉妹都市
- カスティリオーネ・ディ・ガルファニャーナ、イタリア 2010年